# Canal Errera
El canal Errera es un estrecho que separa la isla Rongé de la costa Danco en el oeste de la península Antártica, Antártida.
Es amplio y profundo, la única dificultad que presenta su navegación es la presencia de una enorme masa de hielos y flotantes.
Dentro del canal se encuentran las islas Cuverville y Danco o Dedo.

## Historia y toponimia

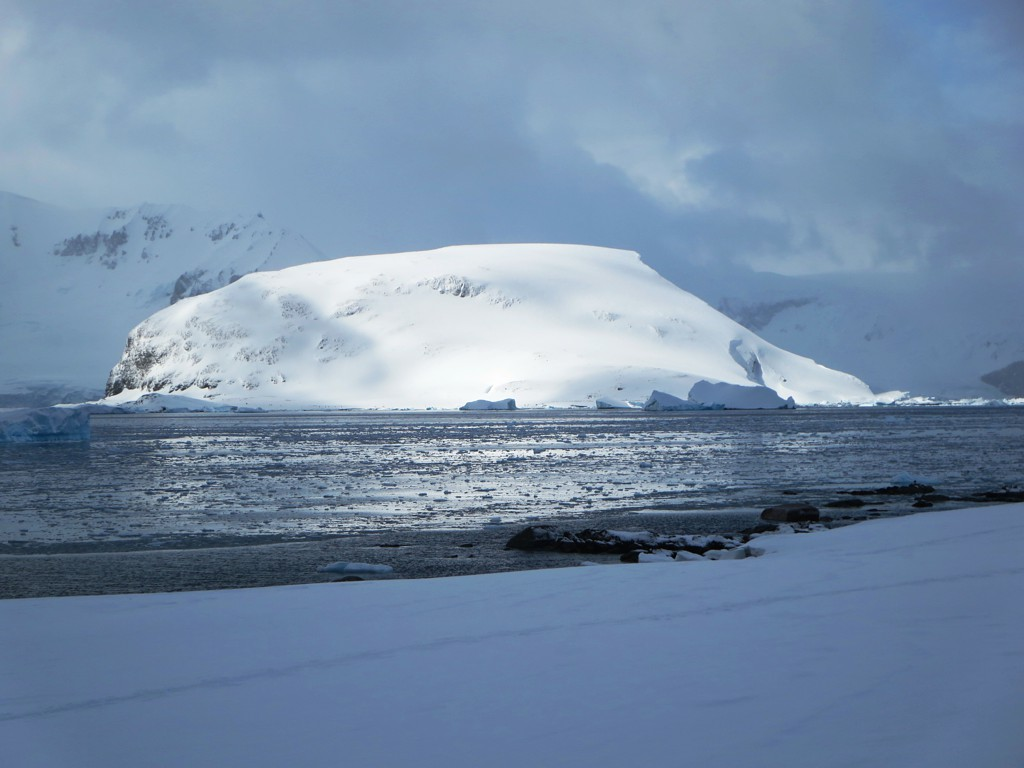
La isla Cuverville en las aguas del canal.

Fue descubierto por la Expedición Antártica Belga de 1897-1899, al mando de Adrien de Gerlache de Gomery, quien nombró el estrecho en homenaje a Léo Errera, profesor de la Universidad de Bruselas y miembro de la Comisión Belga. Fue vuelto a cartografiar por el British Antarctic Survey en abril de 1955 y entre 1956 y 1957.
En la isla Danco, sobre la costa del canal Errera
se hallaba la Base O del Reino Unido o Isla Danco (Station O — Danco Island), que se ubicada en 64°44′S 62°36′O / -64.733, -62.600. Fue ocupada desde el 26 de febrero de 1956 hasta el 22 de febrero de 1959. Entre abril y marzo de 2004 el sitio fue desmantelado.

## Reclamaciones territoriales
Argentina incluye al canal en el departamento Antártida Argentina dentro de la provincia de Tierra del Fuego, Antártida e Islas del Atlántico Sur; para Chile forma parte de la comuna Antártica de la provincia Antártica Chilena dentro de la Región de Magallanes y de la Antártica Chilena; y para el Reino Unido integra el Territorio Antártico Británico. Las tres reclamaciones están sujetas a las disposiciones del Tratado Antártico.
Nomenclatura de los países reclamantes: 

Panorámica.

- Argentina: canal Errera[7][8]
- Chile: canal Errera[2]
- Reino Unido: Errera Channel[4]